# Mikulovice (okres Znojmo)
Mikulovice (Duits: Niklowitz, soms ter onderscheiding van andere plaatsen met dezelfde naam Mikulovice u Znojma genoemd) is een Moravische vlek (městys) in de Tsjechische regio Zuid-Moravië, en maakt deel uit van het district Znojmo. Mikulovice telt 653 inwoners (2023).

## Geschiedenis
- 1314 – De eerste schriftelijke vermelding van Mikulovice.
- 2008 – De gemeente Mikulovice krijgt (opnieuw) de status vlek.[1]